# Gender-Data-Gap
Gender-Data-Gap (von englisch gender „soziales Geschlecht“; abgekürzt GDG) oder Geschlechter-Datenlücke bezeichnet fehlende oder unterrepräsentierte Datenerhebungen für ein bestimmtes Geschlecht bei Datenerhebungsverfahren, die gesellschaftlich, wirtschaftlich, medizinisch, kulturell oder auch in Bezug auf Sicherheitsaspekte relevant sind. Üblicherweise, aber nicht immer, geht der Gender-Data-Gap zu Ungunsten von Frauen. Darüber hinaus bezeichnet der Begriff auch das Fehlen von Erhebungen, die nur ein Geschlecht betreffen, die aber ökonomische und politische Konsequenzen nach sich ziehen würden, wie z. B. die Menge an nicht bezahlter Arbeit bei Tätigkeiten im Haushalt von Frauen oder in der Erziehung von Kindern und die Pflege von Angehörigen. Der Begriff steht in einer Reihe von Gender-Gaps, die im Zusammenhang mit Gender-Studies in den vergangenen 20 Jahren identifiziert wurden und auf die institutionell benachteiligte Situation der Frau in der Gesellschaft hinweisen.

## Begriffsgeschichte
Bei der Auseinandersetzung mit statistischen Daten zur Bevölkerung und dem Entwicklungsstand der Mitgliedsländer wurde innerhalb der UNO deutlich, dass wichtige Daten zur Situation von Frauen, wie Bildungsstand, häusliche Gewalt und Einkommen, statistisch nicht erfasst wurden. Mit dem Ziel, Institutionen und Länder über die Relevanz von solchen Datenerhebungen aufzuklären, wurde 2006 die Inter-Agency and Expert Group in Gender Statistics gegründet. In deren Aufgabenbereich liegt es, „to review and identify key initiatives and programmes that support and enhance national statistical offices’ capacity to develop gender statistics“ (deutsch: das Überprüfen und Identifizieren von Schlüsselinitiativen und -programmen, die die Kapazitäten der nationalen statistischen Ämter zur Entwicklung geschlechtsspezifischer Statistiken unterstützen und verbessern), damit Gender-Daten systematischer erhoben werden. Damit wird beabsichtigt, den Gender-Data-Gap in Länderstatistiken zu schließen. Seitdem beschäftigen sich immer mehr statistische Institutionen mit dem Thema und versuchen dabei, die Lücke zu schließen.
Der Begriff wurde 2019 in der breiten Öffentlichkeit durch die Veröffentlichung des Buches Unsichtbare Frauen von Caroline Criado-Perez bekannt. Durch eine Reihe von Interviews, Rezensionen und Reportagen erreichte das Thema eine größere Öffentlichkeit und brachte die akademische und feministische Diskussion zum Gender-Data-Gap in die Medien. Mit ihrer ausführlichen Recherchearbeit zeigt die Autorin Criado-Perez, wie Frauen nicht nur im Arbeitsmarkt benachteiligt werden, sondern wie sie auch durch eine Datenlage, die sich meistens an Richtwerten für Männer orientiert, negativ betroffen sind. Der Fokus auf den Gender-Data-Gap deckt methodologische Probleme bei Studien und Grenzwerten in Wissenschaft und Technik auf und ist auch wegen sozialer Auswirkungen insbesondere für Frauen relevant.

## Beispiele

### Algorithmen
Der Gender-Data-Gap wird auch in modernen Algorithmen und selbstlernenden KI-Systemen deutlich. Das liegt daran, dass diese Algorithmen ihre Funktion aus Trainingsdaten erlernen. Wenn Informationen in diesen Trainingsdaten fehlen, verzerrt oder unterrepräsentiert sind, können diese nicht oder nur mit geringerer Treffsicherheit im Algorithmus aufgenommen werden. Die Technologien und ihre Trainingsdaten spiegeln die Gesellschaft in Werten und Wissen wider. Als Amazon beispielsweise ein KI-System zur Auswahl von Bewerbern einführte, lernte dieses den in den vergangenen menschlichen Auswahlentscheidungen vorhandenen Bias zugunsten von Männern mit und bevorzugte so wiederum Männer bei der Auswahl. Solche Algorithmen können Vorurteile auch verstärken: Ein KI-System, das trainiert wurde, um Geschlechter auf Bildern zu erkennen, klassifizierte Männer, die sich in der Küche aufhielten, häufig falsch als weiblich, da in den Trainingsdaten mehr Frauen in der Küche zu sehen waren als Männer und der Algorithmus diese Korrelation gelernt hatte. Auch gibt es viele sogenannte „Gesundheits-Tracker“, welche Krankheiten bei Frauen aufgrund Unterrepräsentation in den Daten häufiger fehl-diagnostizieren als bei Männern. Die Folgen dieser Verzerrung können auch finanziell spürbar sein. Es wurde von Fällen berichtet, in denen die Kreditwürdigkeit und das Kreditkartenlimit aufgrund von Algorithmen für Frauen niedriger bestimmt wurde als für Männer in vergleichbaren Situationen.

### Medizin
Die Gendermedizin oder auch geschlechtersensible Medizin befasst sich mit dem Gender-Data-Gap in medizinisch relevanten Datenerhebungsverfahren. Fehlende oder prozentual geringe Datenanteile weiblicher Probandinnen in medizinischen Studien führen in der Folge zu einseitigen Forschungsergebnissen. Das kann zu einer Beeinflussung bereits in der Diagnostik wie auch zu Fehleinschätzungen bei Medikamentengabe und Dosierung führen. Vera Regitz-Zagrosek, Professorin für Geschlechtermedizin und frühere Direktorin des Instituts für Geschlechterforschung in der Medizin an der Berliner Charité, führt in ihrem Buch Gendermedizin. Warum Frauen eine andere Medizin brauchen aus, dass sich eine solche Datenlücke bereits in Bezug auf das im Studium vermittelte Wissen um „Hormone oder die Normalwerte für Blutwerte und Sauerstoffträger im Blut“ bemerkbar mache. Als prominentes Beispiel für die Datenlücke gilt etwa, dass im Kontext der Covid-19-Pandemie schwerere Krankheitsverläufe bei Männern statistisch feststellbar waren, bei Frauen hingegen heftigere Impfreaktionen, was Fragen zu einer möglichen geschlechtersensiblen Anpassung der Impfstoffdosierung nach sich zog. Die im Zusammenhang mit der Pandemie außerordentlich gute Datenlage könnte in der Folge in der Ursachenforschung zu wichtigen Erkenntnissen über geschlechterspezifische Unterschiede in Bezug auf Risikofaktoren führen.

### Produktgestaltung
Criado-Perez führt eine Reihe von Produkten auf, die auf Daten zum männlichen Körper basieren und für Frauen weniger geeignet sind, zum Beispiel Herde, die mehr Arbeit von Frauen erfordern, Handys, die zu groß für Frauenhände sind oder Ergometer, die keine zuverlässigen Daten zur Leistung von Frauen liefern. In der Produktentwicklung wird zunehmend darauf hingewiesen, dass Gender-Aspekte in der Produktgestaltung mitberücksichtigt werden müssen. Im Jahr 2006 veröffentlichte das Fraunhofer-Institut für System- und Innovationsforschung eine Studie, die aufzeigt, dass bestimmte Produkte eine besondere Berücksichtigung von Gender-Aspekten erfordern: Haushaltsgeräte, Computerspiele, Pflegeroboter, Airbags. Dabei steht nicht nur der Sicherheitsaspekt im Vordergrund, wie in dem Fall von Unfällen mit Autos oder Haushaltsgeräten, die ergonomisch nicht auf die Körper von Frauen abgestimmt sind, sondern auch, ob Produkte dem weiblichen räumlichen Orientierungsvermögen angepasst sind oder ob bestimmte Stereotype dadurch verstärkt werden. Die Studie weist auf die fehlende Identifizierung von Gender-Aspekten als Datengrundlage hin, um durch Experimente, Beobachtungen sowie Interviews relevante Daten erheben zu können (weibliche Anatomie, Bedürfnisse, Erwartungen, Nutzerinnenverhalten), die in die Produktgestaltung einfließen können.

### Mobilität und Verkehr
Auch im Bereich Mobilität und Verkehr lässt sowohl ein Gender Gap als auch eine gender-spezifische Lücke in der Datenerhebung erkennen. Bereits in den 1990er-Jahren stellten feministische Wissenschaftlerinnen und Wissenschaftler fest, dass sich das Mobilitätsverhalten je nach Geschlecht unterscheidet. Diese Differenzen konnten sich in der Datenlage jedoch nicht widerspiegeln, da die Erhebungsmethoden bestimmte Perspektiven und Bewegungsmuster nicht berücksichtigten. Der sich hieraus ergebende gender mobility gap hängt maßgeblich zusammen mit den Faktoren der Haus- und Sorgearbeit. Eine österreichische Studie hat beispielhaft gezeigt, dass die zurückgelegten alltäglichen Wege von Frauen multimodal sind, also mehrere Wegezwecke verbinden, zum Beispiel „von der Arbeit nach Hause fahren, dabei unterwegs einkaufen, Kinder vom Kindergarten abholen.“ Die geschlechtsspezifischen Differenzen in Verkehrs- und Mobilitätsfragen werden also beeinflusst von anderen demographischen und sozio-ökonomischen Faktoren. Besonders ausschlaggebend ist dabei die geschlechtsspezifische Arbeitsteilung, da es in erster Linie nach wie vor Frauen sind, die Haus- und Sorgearbeit – oft neben Erwerbsarbeit – leisten. So hat auch die Studie Gender Gaps in Urban Mobility anhand einer exemplarischen Untersuchung der chilenischen Stadt Santiago dargelegt, dass das geschlechtsspezifische Mobilitätsgefälle signifikant mit dem geschlechtsspezifischen Beschäftigungsgefälle korreliert.
Problematisch ist, dass sich Datenerhebungen zu Mobilitäts- und Verkehrsfragen auf den Zusammenhang mit Erwerbsarbeit konzentrieren. In den Fragebögen zur Erfassung des Mobilitätsverhaltens für die wichtige deutsche Studie Mobilität in Deutschland (MiD) konzentrierten sich die Antwortmöglichkeiten so vor allem auf Lohnarbeit. Daher war es schlichtweg nicht möglich, die multimodalen Wege, die überwiegend Frauen zurücklegen, statistisch korrekt zu erfassen. Dass Mobilität durch geschlechtsspezifische Arbeitsteilung geprägt ist, stellt auch der Ergebnisbericht MiD 2017 fest. Darin heißt es: „Die geschlechtsspezifischen Unterschiede sind zu weiten Teilen auf die unterschiedlichen Lebenskontexte von Männern und Frauen zurückzuführen. In Haushalten mit Kindern tragen Frauen zumeist eine höhere Verantwortung für die Familie. Teilzeitbeschäftigung ist ein überwiegend weibliches Phänomen.“
Die Verkehrsplanung sei hingegen historisch männlich geprägt und übersehe oft die Bedürfnisse von Frauen und gefährdeten Gruppen. Im Verkehr kann die geschlechtsspezifische Datenlücke aus quantitativen Erhebungen resultieren, wenn deren Ergebnisse nicht nach Geschlecht oder anderen demografischen Merkmalen unterschieden werden. Außerdem werden individuelle Faktoren der Mobilitätswahl oft vernachlässigt. Eine Untersuchung aus dem Jahr 2022 fand mehrere gender-bezogene Wissenslücken: Sicherheitsaspekte seien vergleichsweise gut erforscht, aber es fehlen etwa Erkenntnisse zu unterschiedlichen Zielen, Wegeketten, dem Mobilitätsverhalten (etwa als Begleitung von Angehörigen oder mit Gepäck) oder der Ergonomie.

## UN-Initiativen zum Gender-Data-Gap
Die Agenda 2030 für nachhaltige Entwicklung wurde 2015 von 193 UN-Mitgliedsstaaten unterzeichnet. Ziel ist es, wirtschaftliche, soziale und ökologische Dimensionen für eine nachhaltigere Entwicklung zu berücksichtigen. Den Kern der Agenda bilden 17 Ziele für nachhaltige Entwicklung (englisch Sustainable Development Goals oder SDG), die alle drei Dimensionen berücksichtigen. Außerdem wurden 232 Indikatoren herausgearbeitet, von denen 54 geschlechtsspezifisch sind.
UN Women (deutsch: UN-Frauen) griff im Jahr 2013 bestehende Gender-Datenlücken in Bezug zur Agenda 2030 auf: „Die Überwachung der SDGs aus der Gleichstellungsperspektive wird durch drei Hauptherausforderungen eingeschränkt: erstens die ungleiche Erfassung geschlechtsspezifischer Indikatoren (...), zweitens Lücken in den geschlechtsspezifischen Daten und drittens Qualität und Vergleichbarkeit der verfügbaren Daten über Länder und Zeit hinweg.“
UN Women führt folgende Gründe für das Fortbestehen geschlechtsbezogener Datenlücken und fehlende Datenerhebung, um diese zu schließen, an:
1. Länder würden zu wenig in die Erhebung geschlechtsspezifischer Statistiken investieren.
2. Es bestehe eine Wissenslücke bei der Erhebung von Daten zu neuen und aufkommenden Themen.[24]

## Filme
- Warum die Welt für Männer berechnet ist! #GenderDataGap in: STRG_F, Funk, 5. Mai 2020
- Gendern – Wahn oder Wissenschaft? in: Leschs Kosmos, ZDF, 5. Oktober 2021